# Opel GT (2007)
Opel GT – samochód sportowy klasy kompaktowej produkowany przez niemieckie przedsiębiorstwo Opel w latach 2007 – 2009.

## Historia i opis modelu

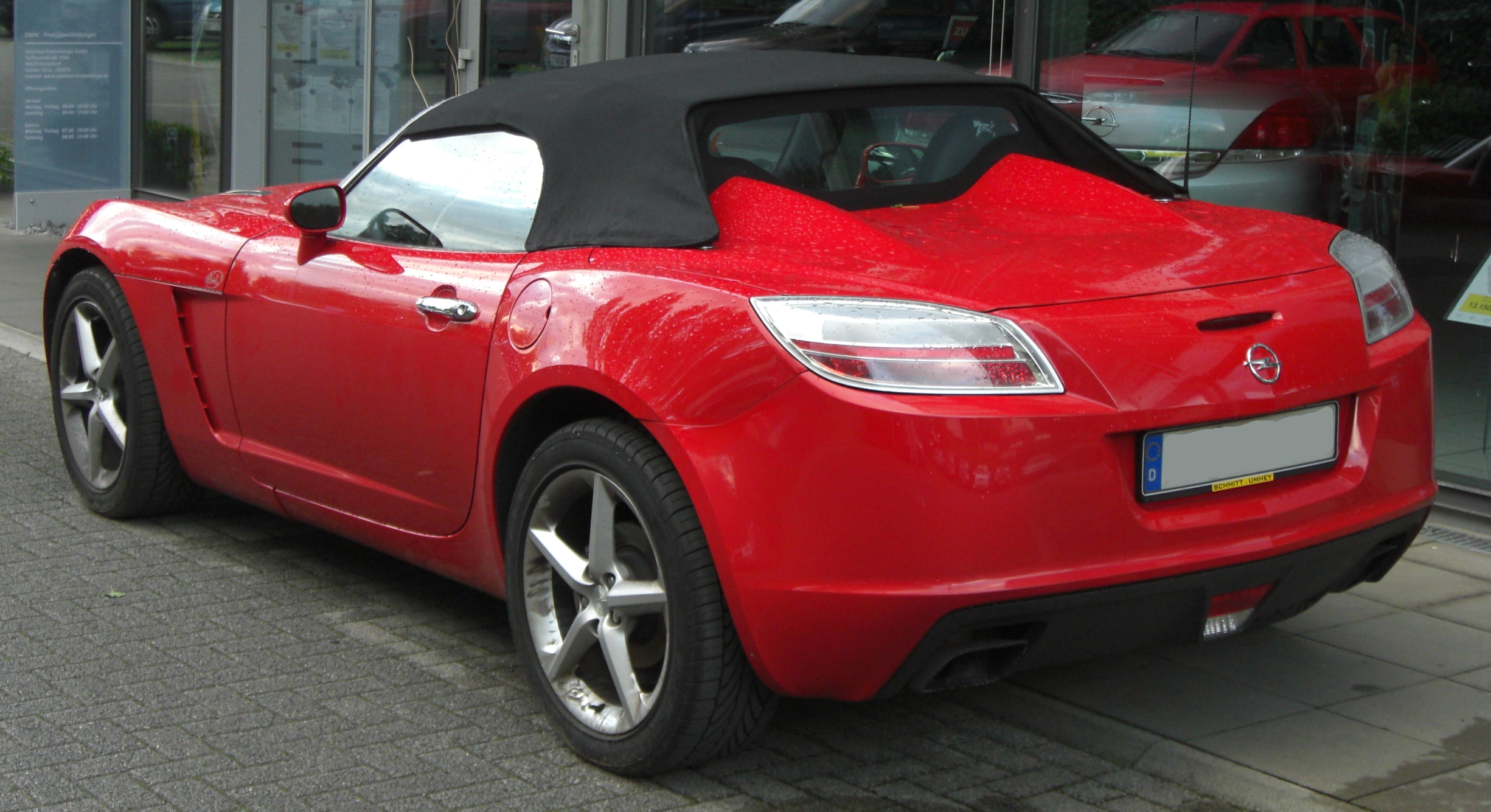
Opel GT - tył

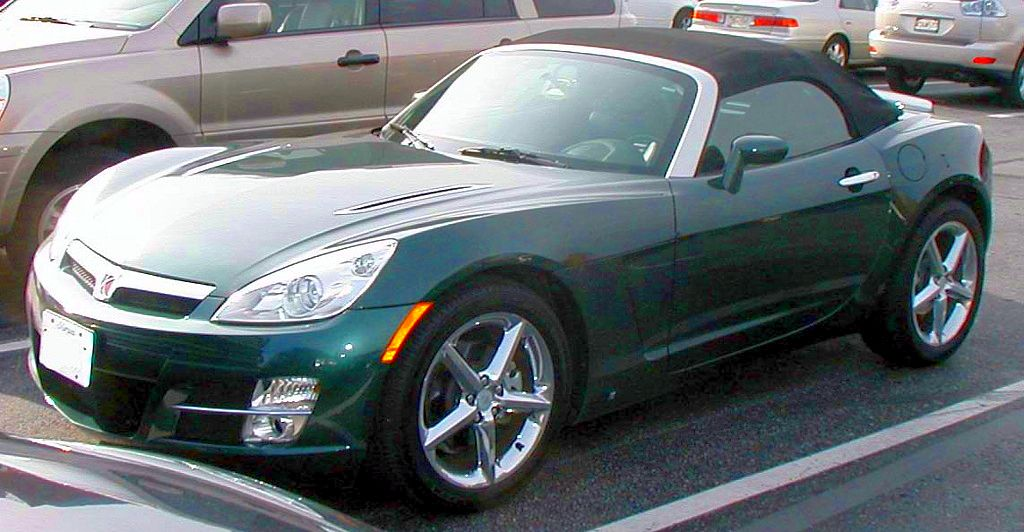
amerykański Saturn Sky

Pojazd został zbudowany na bazie płyty podłogowej GM Kappa, która wykorzystana została do budowy bliźniaczego modelu Pontiac Solstice, a także amerykańskiej odmiany Saturn Sky i koreańskiej Daewoo G2X. W przeciwieństwie do protoplasty, auto wyposażone zostało w ręcznie składany materiałowy dach.
Samochód wycofano z produkcji w 2009 roku bez przewidzianego następcy. Był to jeden z nielicznych modeli Opla, który nie posiadał swojego odpowiednika ze znaczkiem Vauxhalla na rynek Wielkiej Brytanii. Wynikało to z braku przystosowania amerykańskiej fabryki General Motors do produkcji samochodów na potrzeby rynków lewostronnych.

### Wyposażenie
Standardowe wyposażenie pojazdu obejmuje m.in. system ABS i ESP, system kontroli trakcji, podgrzewanie i elektryczne sterowanie lusterek, elektryczne sterowanie szyb, klimatyzację manualną, elektrochromatyczne lusterko wsteczne, komputer pokładowy, światła przeciwmgłowe, 18-calowe alufelgi, immobilizer, zamek centralny sterowany pilotem oraz radio CD/MP3 z 7-głośnikami oraz wielofunkcyjną kierownicą.

### Silniki
| 2.0 Turbo Ecotec | 1998 | R4 | 264 (194)/5300 | 353/2500-5000 | 5,7 | 230 |